# 삼성문화회관
전북대학교 삼성문화회관은 전북대학교의 부속 기관이다.

## 역사
1998년 9월 1일 준공한 건물로 메인 무대인 본관과 중급 규모의 소극장인 건지아트홀로 나뉘어 있다. 전북대학교 영상사업단 사무실은 건지아트홀 2층에 함께 위치하고 있다.